# Estación de Braganza
La Estación Ferroviaria de Bragança, más conocida como Estación de Bragança, fue una antigua infraestructura de la línea del Túa, que servía a la localidad de Braganza, en el Distrito de Braganza, en Portugal.

## Características y servicios

### Localización y accesos
Las antiguas instalaciones de la estación se sitúan en el centro de la ciudad de Braganza, entre las Calles de la Estación y Valle D' Álvaro.

### Servicios
Esta infraestructura se encuentra retirada del servicio.

## Historia
El proyecto para la estación, presentado  el 31 de  diciembre de 1904, fue aprobado  el 25 de  febrero del año siguiente.
Esta plataforma fue inaugurada, junto con el tramo de la línea del Túa que la unía a Sendas,  el 1 de  diciembre de 1906.
En 1933, fue efectuada una cobertura y reparación en el muelle descubierto de esta estación.
En 1984, era servida por servicios regionales de los Caminhos de Ferro Portugueses, aunque, en 1992, ya habían  sido substituidos por autobuses hasta Mirandela.
Entre 2001 y 24 de enero de 2004, la estación sufrió profundas obras de modificación, con vista a su reconversión en una central de camiones; debido a su simbolismo, el edificio principal no fue, en el exterior, alterado significativamente.